# Foday Sankoh
Foday Saybana "Poppy" Sankoh, född 17 oktober 1937 i Masang Mayoso, Sierra Leone, död 29 juli 2003 i Freetown, var en gerillaledare och grundare av Revolutionary United Front 1991. Han var aktiv under inbördeskriget i Sierra Leone.

## Uppväxt och militär karriär
Foday Sankoh föddes i en enkel bondefamilj i distriktet Tonkolili i centrala Sierra Leone. Efter grundskolan tog han 1956 värvning i armén och visade sig snart vara en duglig soldat med goda ledaregenskaper och en skicklig strateg. 1971, då med korprals grad, greps och dömdes han till fängelse för myteri och avskedades från armén.
Efter att ha avtjänat sitt fängelsestraff arbetade han som frilansfotograf och började röra sig i kretsar av olika radikala grupper och individer som av olika skäl avskydde den sittande regeringen i Sierra Leone. Med tiden kom han att bli något av en ledargestalt för dessa, då många av dessa radikaler kom från samma förhållanden som han själv och de började drömma om att störta Sierra Leones regering med våld. 1989 slog sig Sankoh och flera av hans anhängare ner i grannlandet Liberia inspirerade av rebelledaren Charles Taylor och dennes rebellrörelse National Patriotic Front of Liberia (NPFL), som i september 1990 mot alla odds lyckats störta landets diktator Samuel Doe. Sankoh och hans anhängare deltog i striderna på Taylors och NPFL:s sida. De fascinerades av Taylors kamp och kom att använda honom och NPFL som förebild för sin egen rörelse. I januari 1991 grundade Sankoh Revolutionary United Front (RUF) med avsikt att bedriva samma kamp i Sierra Leone som Taylor gjort i Liberia. Sankoh sade sig vilja kämpa för att skapa en välfärdsstat i Sierra Leone, landet skulle befrias från de inflytande som västvärlden och grannländerna fått över landets viktigaste tillgång, rådiamanterna. Taylor, som såg en värdefull allierad i Sankoh, stödde RUF med vapen och militär träning. Den 23 mars 1991 gick RUF över gränsen till Sierra Leone, och inbördeskriget var ett faktum.

## Inbördeskrig och statskupp
RUF inledde direkt attacker och räder mot olika byar i distriktet Kailihun i den sydöstra delen av landet. Distriktet var rikt på diamanter, vilket Sankoh och RUF behövde för att kunna finansiera sin kamp, och snart hade man tagit kontroll över flera diamantgruvor. Med dessa säkrade kunde man nu upprätta permanenta baser i landet. Till en början blev RUF, som lovade den fattiga befolkningen välstånd, fri sjukvård och gratis skolgång för alla, mycket populära bland befolkningen. Men snart skulle RUF komma att framstå som en hänsynslös gerillaarmé som inte skydde några medel för att få sin vilja igenom. Under de kommande åren skulle de terrorisera civilbefolkningen och bli ökända för en hel värld för sina stympningar av barn och unga, massakrer, våldtäkter, kidnappningar och rekrytering av barnsoldater. Många av dessa makabra operationer beordrades av Sankoh personligen. Periodvis rådde fred mellan parterna, men striderna blossade upp igen varje gång. Regeringen i Freetown försökte länge dölja för omvärlden vad som pågick i landet, men i takt med att RUF växte i styrka och tog över mer och mer av landets territorium och värdefulla diamantgruvor kollapsade slutligen Sierra Leones ekonomi 1997. Den 25 maj samma år tog en grupp inom landets armé, kallad Armed Forces Revolutionary Council (AFRC) under ledning av major Johnny Paul Koroma makten i landet i en blodig statskupp. Koroma bjöd in Sankoh och RUF att bilda en koalitionsregering, vilket Sankoh gick med på. De båda grupperna bildade en militärjunta som nu styrde landet. Koroma blev landets president och Sankoh installerades som landets vicepresident. Under AFRC:s och RUF:s tid vid makten föll rättssystemet och administrationen sönder och anarki utbröt på flera håll i landet. Vid den här tidpunkten stod Sankoh på toppen av sin makt, men detta skulle bara vara i ett par månader, för nu hade grannländerna fått nog av oroligheterna i landet och bestämde sig för att ingripa.
Den västafrikanska styrkan ECOMOG under nigeriansk ledning gick i februari 1997 in i landet för att slå tillbaka RUF/AFRC, vilket också lyckades i mars, då Freetown föll och RUF drog sig tillbaka in i djungeln för att börja föra gerillakrig. Sankoh försvann i samband med Freetowns fall under mystiska omständigheter till Nigeria, där han greps och sattes i husarrest. Sam Bockarie tog då över ledningen för RUF. Nu ingrep även Storbritannien och FN i konflikten och försökte förhandla fram en vapenvila. Flera gånger såg det ut att lyckas, men Bockarie bröt varje gång sina löften om vapenvila. Ett av fredsfördragen, Fredsfördraget i Lomé som undertecknades den 7 juli 1999, tillät Sankoh att återvända till Sierra Leone och RUF under förutsättning att vapenvilan respekterades, Sankoh lovades också posten som vice president. Men kort efter det att Sankoh återvände till landet började dock striderna igen. Sankoh greps till slut av en uppretad folkmobb som fått nog av kriget och överlämnades till brittisk militär. Över hela landet firades hans gripande.

## Död
Efter att Sankoh gripits började det planeras åtal mot honom. Han skulle ha ställts inför rätta i den FN-stödda Specialdomstolen för Sierra Leone men avled i sviterna av en stroke innan rättegången hann börja. Domstolens chefsåklagare David Crane kommenterade Sankohs död med att säga: "Ett fridfullt slut som han nekat så många andra".